# Associated Board of the Royal Schools of Music
L'Associated Board of the Royal Schools of Music (ABRSM) és una organització d'examinacions i avaluacions musicals de Regne Unit, creada en 1889 i actualment activa a més de 90 països. També són una organització de caritat, que dona gran part dels seus beneficis a iniciatives educatives en tot el món.
L'ABRSM va ser creada l'any 1889 per Alexander MacKenzie i George Grove. Tenien com a objectiu oferir una alternativa imparcial i autoritzada a les institucions examinadores de propietat privada. En 1892, el sistema es va instal·lar a la colònia del Cap i el 1895 el sistema es va començar a expandir globalment. Els exàmens van començar a guanyar popularitat al segle xx, i es van anar expandint a escala global. En l'actualitat, més de 650.000 candidats es presenten als exàmens en més de 90 països diferents.
L'organització ofereix diferents tipus de qualificacions. Als exàmens de caràcter teòric, els candidats es presenten a un examen escrit, de duració variable dependent del nivell. Els exàmens pràctics estan compostos de quatre parts: una on es toquen tres peces preparades, un altre amb escales o arpegis, una peça a primera vista i proves auditives. Una vegada fets els exàmens, els candidats reben una fulla amb els resultats desglossats i un diploma en cas d'aprovar l'avaluació. Hi ha tres qualificacions segons els resultat de l'examen passed (⅔ dels punts totals), mèrit (⅘ dels punts) i distintion (13/15 dels punts).
L'ABRSM ofereix diferents productes per la preparació i realització dels exàmens. Existeixen els llibres d'examen, a on es poden trobar 9 peces seleccionades com a opció per l'examen. També venen altres llibres, com llibres d'escales i arpegis, llibres de lectura a primera vista i llibres de melodies. A més a més, per la preparació de les proves auditives, es pot comprar una subscripció a una web o aplicació amb exercicis interactius i de pràctica.